# 크리스마스 영화 목록
다음은 크리스마스 영화 목록이다.

## 극장
- 쓰리 가드파더
- 사랑의 크리스마스
- 아더 크리스마스
- 배드 맘스 크리스마스
- 나쁜 산타
- 나쁜 산타 2
- 성 메리 성당의 종
- 주교의 부인
- 크리스마스 스토리 (1983년 영화)
- 크리스마스 이야기
- 캐롤 (영화)
- 크리스마스 건너뛰기
- 크리스마스 연대기
- 크리스마스 연대기: 두 번째 이야기
- 대디스 홈 2
- 내 생애 가장 징글징글한 크리스마스
- 그린치 (2000년 영화)
- 엘프 (2003년 영화)
- 아이즈 와이드 셧
- 암컷 소동
- 4번의 크리스마스
- 산타는 괴로워
- 패밀리 맨 (영화)
- 우리, 사랑해도 되나요?
- 나의 길을 가련다
- 그린치 (2018년 영화)
- 스윙 호텔
- 홀리데이트
- 나 홀로 집에
- 나 홀로 집에 2
- 로맨틱 홀리데이
- 멋진 인생
- 아이스 하베스트
- 잭 프로스트 (1998년 영화)
- 솔드 아웃 (영화)
- 메리 크리스마스 (2005년 영화)
- 저스트 프렌드
- 클라우스 (영화)
- 라스트 크리스마스 (영화)
- 라스트 홀리데이
- 회색 도시 (영화)
- 마이키 이야기 3
- 러브 액츄얼리
- 러브 더 쿠퍼스
- 겨울의 라이온
- 세인트루이스에서 만나요
- 전장의 크리스마스
- 34번가의 기적
- 라이프세이버
- 모드 집에서의 하룻밤
- 찰스 디킨스의 비밀 서재
- 크리스마스 대소동
- 스위트 크리스마스
- 노엘 (영화)
- 더 나이트 비포
- 사냥꾼의 밤
- 팀 버튼의 크리스마스 악몽
- 오피스 크리스마스 파티
- 007 여왕폐하 대작전
- 프랜서 (1989년 영화)
- 폴라 익스프레스
- 렌트 (영화)
- 록키 4
- 록키 5
- 사랑의 금고털이
- 산타클로스 더 컨커스 마티언스
- 세렌디피티 (영화)
- 사랑의 시간 (1982년 영화)
- 서바이빙 크리스마스
- 산타클로스 (1994년 영화)
- 산타클로스 2
- 산타 클로스 3: 산타의 탈출
- 더 크리스마스
- 욕망의 끝
- 크리스마스에 기적을 만날 확률
- 대역전 (1983년 영화)
- 트랜서
- 독 안에 들어간 쥐
- 성탄절 전야의 공항 대소동
- 천사탈주 (1955년 영화)
- 당신이 잠든 사이에 (1995년 영화)
- 화이트 크리스마스 (영화)
- 와이 힘?

### 크리스마스 캐럴 각색
- 크리스마스 캐롤 (2001년 영화)
- 스크루지 (1970년 영화)
- 크리스마스 캐럴 (1971년 영화)
- 믹키의 크리스마스 캐롤
- 스크루지 (1988년 영화)
- 머펫의 크리스마스 캐롤
- 크리스마스 캐롤 (2009년 영화)
- 크리스마스 스피릿
- 스크루지: 크리스마스 캐럴

### 호두 까기 각색
- 바비의 호두까기 인형
- 톰과 제리: 호두 까기 인형 이야기
- 호두까기 인형과 4개의 왕국

### 크리스마스 액션 영화
- 1941 (영화)
- 배트맨 2
- 데스티네이션 도쿄
- 다이하드
- 다이하드 2
- 도니 브래스코
- 엑시트 스피드
- 킬러들의 도시
- 아이언맨 3
- 쥬라기 월드
- 키스 키스 뱅뱅
- 리썰 웨폰
- 마지막 보이스카웃
- 롱 키스 굿 나잇
- 레인디어 게임
- 람보 (영화)
- 록키 4
- 샤잠! (영화)
- 터뷸런스 (영화)

### 크리스마스 호러 영화
- 또마
- 베러 와치 아웃
- 블랙 크리스마스 (1974년 영화)
- 블랙 크리스마스 (2006년 영화)
- 블랙 크리스마스 (2019년 영화)
- 그렘린 (영화)
- 죠스 4
- 크람푸스 (영화)
- 나이트 트레인 (2009년 영화)
- P2 (영화)
- 죽음의 밤
- 윈드 칠

### 단편 영화
- 마다가스카 펭귄들의 크리스마스 미션
- 믹키의 크리스마스 캐롤
- 올라프의 겨울왕국 어드벤처

## 방송용으로 제작된 영화

### 가족
- 크리스마스로 불리는 소년
- 크리스마스 연대기
- 크리스마스 연대기: 두 번째 이야기
- 크리스마스 별장
- 돌리 파튼의 크리스마스 온 더 스퀘어
- 조나단 투미의 크리스마스 기적
- 로열 크리스마스
- 로열 크리스마스: 세기의 결혼
- 로열 크리스마스: 오 마이 베이비
- 호보의 크리스마스
- 크리스마스 인 아프리카
- 나 홀로 집에 4
- 나 홀로 집에 5
- 나 홀로 즐거운 집에
- 홈 포 더 홀리데이 (1972년 영화)
- 징글 쟁글: 저니의 크리스마스
- 렛 잇 스노우 (2019년 영화)
- 러브 하드
- 34번가의 기적 (1973년 영화)
- 크리스마스에 날아갑니다
- 크리스마스 스위치
- 크리스마스 스위치 - 한 번 더 바꿔?
- 산타클로스 더 컨커스 마티언스

### 어린이
- 모든 개들의 크리스마스 캐롤
- 미녀와 야수: 마법의 크리스마스
- 나이트 퓨리의 선물
- 니코: 산타비행단의 모험
- 미키의 환상의 크리스마스
- 미키의 크리스마스
- 미키의 크리스마스 선물
- 머펫의 크리스마스 캐롤
- 니코 (영화)
- 야채극장 베지테일

### 성인/공포
- 암컷 소동

## TV 시리즈
- 호크아이 (드라마)
- 3일의 크리스마스
- 화이트 크리스마스 (2011년 드라마)